# Kyle Wachholtz
Kyle Wachholtz est un sportif professionnel américain de football américain, né le 17 mai 1972 à Norco en Californie.
Il a joué aux postes de quarterback et de tight end dans la National Football League (NFL) pour la franchise des Packers de Green Bay de 1996 à 1998.
Pendant cette période, il remporte le Super Bowl XXXI face aux Patriots de la Nouvelle-Angleterre au terme de la saison 1997 sans disputer le moindre snap.

## Carrière
Étudiant à l'université du Sud de la Californie (USC), Wachholtz joue au football universitaire avec les Trojans de l'USC,. Au total, il inscrit 13 touchdown à la passe pour 4 interceptions, obtenant une évaluation du quarterback universitaire de 139,2. Après avoir été académiquement déclaré inéligible pour jouer à certains moments de sa carrière, Wachholtz partage son temps de jeu avec le quarterback Brad Otton (en). Même si Wachholtz est le plus endurant des deux, il ne joue pas le Rose Bowl de 1996.
Wachholtz est sélectionné par les Packers de Green Bay en 240e choix global lors du 7e tour de la draft 1996 de la NFL. Toutefois, Green Bay le « coupe » juste avant le début de la saison 1996 et le replace en tant que tight end dans son équipe d'entraînement. Il revient dans l'effectif principal pour le Super Bowl XXXI.
Après une blessure au dos en équipe d'entraînement, Wachholtz est de nouveau « coupé » par Green Bay vers la mi-1998. Il n'a donc participé à aucun match NFL au cours de sa carrière professionnelle. Il tente en vain de rejoindre ensuite les Dragons de Barcelone dans la NFL Europa mais échoue aux tests sportifs.
Wachholtz met alors un terme à sa carrière sportive et se réinscrit à l'université de Californie du Sud.